# Herbert Hennek
Herbert Hennek (ur. 1905, zm. 1976 w Katowicach) – polski motocyklista sportowy, żużlowiec i trener sportu motocyklowego.
Wielokrotny mistrz Polski. Brał udział w klasycznych wyścigach, w rajdach oraz w wyścigach żużlowych. Uważany za jednego z najlepszych polskich motocyklistów przełomu lat 40. i 50. XX wieku w Polsce.

## Życiorys
Po I wojnie światowej mieszkał w Murckach, gdzie ożenił się z Franciszką z domu Pochcioł. Kontakt z motocyklami miał już krótko po przyłączeniu Górnego Śląska do Polski. Najpierw jeździł na maszynie Zündapp, napędzanej paskiem klinowym. Podczas służby w Wojsku Polskim, którą pełnił w batalionie pancernym, jeździł amerykańskim motocyklem Harley-Davidson. Po zakończeniu służby wojskowej, na przełomie lat 20. i 30. zaczął startować w zawodach sportowych, jeżdżąc na górnozaworowym motocyklu AJS. Był zawodowym kierowcą samochodów osobowych należących do dóbr książąt pszczyńskich. Brał udział w turniejach ogólnopolskich, w tym w Tourist Trophy Polski w Wiśle. Później używał motocykla Rudge model Ulster Grand Prix. Walczył jako żołnierz Wojska Polskiego w wojnie obronnej 1939 roku.
W 1946 powrócił do zawodów sportowych, występował w klubie Pogoń Katowice. Jeździł na motocyklach DKW w klasie 125, a niekiedy 130 cm³. Wyspecjalizował się w klasie 125. Jak relacjonuje Tomasz Szczerbicki, prasa pierwszych lat powojennych pisała: „dwaj odwieczni konkurenci ze Śląska – Ludwik Draga i Herbert Hennek – są najlepszymi zawodnikami w Polsce w wyścigach motocyklowych w klasie do 130 cm³”.
Wielokrotnie zdobył tytuł mistrza i wicemistrza Polski w wyścigach motocyklowych. W 1947 wywalczył „Złoty Kask”, odbierając to wyróżnienie Jerzemu Mielochowi. Karierę sportową zakończył w 1953.
Był ojcem i trenerem Jana Henneka i Gintera Henneka, również wielokrotnych mistrzów Polski w wyścigach motocyklowych.